# Florencia (Caquetá)
Florencia é uma cidade da Colômbia, capital do departamento de Caquetá.